# Вулиця В'ячеслава Липинського (Київ)
Ву́лиця В'ячеслава Липинського — вулиця в Шевченківському районі міста Києва, місцевість Афанасівський яр. Пролягає від вулиці Івана Франка до вулиці Михайла Коцюбинського.

## Історія
Вулиця прокладена наприкінці 1890-х під назвою Святославська, на честь київського князя Святослава Ігоровича. 
З 1938  (повторна постанова про перейменування — у 1944 ) називалася вулиця Чапаєва, на честь радянського військовоначальника, комдива Василя Чапаєва. Під час окупації Києва у 1941–1943 вулиця також мала попередню назву Святославська. До Другої світової війни пролягала до вулиці Олеся Гончара.
Сучасна назва вулиці на честь українського політичного діяча, історика та публіциста В'ячеслава Липинського — з вересня 2015.
У різний час назву вулиця Чапаєва мали також сучасні вулиці Рейнгольда Глієра та Володимира Шульгина.

## Пам'ятки історії та архітектури
- буд. № 2/16 — прибутковий дім А. Терещенка, 1902 року, зведений архітектором Володимиром Ніколаєвим у стилі історизм.
- буд. № 3 — житловий будинок у стилі неокласицизм з елементами конструктивізму (1945 рік).
- буд. № 4 — прибутковий будинок із каріатидами (1899-1900).
- буд. № 4-б — садиба, зведена архітектором Миколою Горденіним у стилі історизм (1899 рік).
- буд. № 5 — житловий будинок у цегляному стилі (1908 рік).
- буд. № 6 — житловий будинок у стилі неоренесанс (1899–1902 роки).
- буд. № 7 — житловий будинок кінця XIX — початку XX століть, у стилі історизм. Автором ймовірно є архітектор Микола Горденін.
- буд. № 8 — житловий будинок 1900 року, зведений архітектором Миколою Яскевичем у стилі неоренесанс.
- буд. № 9 — житловий будинок, зведений архітектором Миколою Горденіним у стилі історизм (1900–1901 роки).
- буд. № 11 — житловий будинок у стилі історизм (1900–1901 роки).
- буд. № 12 — житловий будинок у стилі історизм (1902 рік).
- буд. № 13 — житловий будинок початку XX століття.
- буд. № 14 — житловий будинок 1914 року, зведений у стилі історизм.
- буд. № 16 — житловий будинок працівників Інституту «Київміськпроект». Зведений у 1939 році у стилі конструктивізм. Архітектор, ймовірно, А. Благодатний.

## Особистості
У будинку № 7 у 1910-х роках проживало подружжя Савенків — Анатолій Савенко, адвокат, політичний діяч, та його дружина Надія Новоспаська, оперна та концертно-камерна співачка, солістка Міського театру в Києві.
У будинку № 8 у 1905–1909 роках мешкав Володимир Колкунов, біолог та ботанік, організатор селекційно-насіннєзнавчої справи в Україні, перший директор Наукового інституту селекції.
У будинку № 9 провів свої дитячі роки майбутній письменник Костянтин Паустовський. У будинку № 12 у 1922–1924 роках мешкав письменник Григорій Косинка.
У будинку № 13 у 1940–50-х роках проживала низка акторів Київського академічного українського драматичного театру ім. І. Франка: народний артист СРСР Аркадій Гашинський (1945–1955 роки), заслужений артист УРСР Леонід Задніпровський (1946–1947 роки), заслужений артист УРСР Микола Задніпровський-Кононенко (1950–1997 роки), народний артист УРСР Олексій Омельчук (1949–1957 роки).
У будинку № 14 у 1944–1960 роках мешкав радянський військовий та державний діяч, двічі Герой Радянського Союзу Сидір Ковпак.

## Меморіальні та анотаційні дошки
| буд. № 9 — меморіальна дошка на честь російського поета, письменника, лауреата Нобелівської премії Бориса Пастернака, який перебував у цьому будинку у 1931 році. Відкрито 20 лютого 2008 року, скульптор Микола Рапай. Дошка зникла в листопаді 2015 року . |

## Установи та заклади
- Центральна станція зв'язку ПАТ «Укрзалізниця» (буд. № 5).